# Правило Окубо-Цвейга-Ізуки

Розпад фі-мезона у три піони пригнічений за правилом ОЦІ.

Розпад фі-мезона у два каони не є пригніченим за правилом ОЦІ.

Правило Окубо-Цвейга-Ізуки (правило ОЦІ, англ. OZI rule) є наслідком квантової хромодинаміки (КХД), яке пояснює, чому певні канали розпаду адронів трапляються рідше, ніж можна було б очікувати. Це правило самостійно запропонували Сусуму Окубо, Джордж Цвейг та Джугоро Іізука в 1960-х роках.   Правило стверджує, що будь-який процес, що проходить під дією сильної взаємодії, буде пригнічений, якщо діаграму Фейнмана цього процесу можна розділити на дві окремі частини лише шляхом видалення внутрішніх ліній глюонів: одну частину, що містить усі частинки початкового стану, і іншу частину, що містить усі кінцеві частинки.
Прикладом такого пригніченого розпаду є розпад фі-мезона на піони: φ → π+ + π− + π0 . Можна очікувати, що цей розпад буде домінувати над іншими, такими як φ → K+ + K− , що має дуже малу різницю мас початкового і кінцевого станів (енергію реакції) і через це мав би бути пригнічений. 
Насправді експериментально встановлено, що φ-мезон розпадається на каони в 84% випадків, що значно частіше, ніж розпад на піони.
Пояснення правила ОЦІ в сучасній квантовій хромодинаміці витікає із зменшення константи зв'язку в КХД зі збільшенням енергії процесу. Для ОЦІ-придушених каналів глюони мають високі значення енергії реакції, і тому константа зв’язку є малою для цих глюонів. 

Інший приклад можна знайти у розпадах станів чармонію (зв’язаний стан c-кварка та c-антикварка). Для станів, легших за масу двох D-мезонів, розпад повинен відбуватись так само, як у наведеному вище прикладі, що є пригніченим розпадом. 
Однак, для станів з масою вищою за подвійну масу D-мезона, початкові валентні c-кварки не повинні анігілювати: вони можуть перейти в кінцеві стани у вигляді двох D-мезонів. У цьому випадку потрібні лише два глюони, які ділять енергію легкої пари кварк-антикварк, яка спонтанно зароджується; вони нижчі за енергією, ніж глюони ОЦІ-пригніченої анігіляції. Через це, стани чармонію з високою масою значно більш короткоживучі за легші стани. 